# Marathon van Dubai 2001
De marathon van Dubai 2001 vond plaats op vrijdag 12 januari 2001. De tweede editie van dit jaarlijkse evenement werd gesponsord door Samsung.
De wedstrijd bij de mannen werd voor de tweede achtereenvolgende keer gewonnen door de Keniaan Wilson Kibet. Met zijn 2:13.36 bleef hij boven het parcoursrecord van 2:12.21, dat hij een jaar eerder liep. Deze overwinning leverde hem 10.000 dollar op. Kibet finishte voor de Ethiopiër Tesfaye Eticha en zijn landgenoot David Mutua. Bij de vrouwen ging Ramilja Boerangoelova met de hoogste eer strijken. Zij verbeterde met haar tijd van 2:37.07 wel het parcoursrecord.

## Uitslagen

### Mannen
| rang   | naam             | land | tijd    |
| ------ | ---------------- | ---- | ------- |
| Goud   | Wilson Kibet     | KEN  | 2:13.36 |
| Zilver | Tesfaye Eticha   | ETH  | 2:13.37 |
| Brons  | David Mutua      | KEN  | 2:13.59 |
| 4      | Daniel Cheribo   | KEN  | 2:14.10 |
| 5      | John Mutai       | KEN  | 2:14.49 |
| 6      | Oleg Strizhakov  | RUS  | 2:15.03 |
| 7      | Mikhail Romanov  | RUS  | 2:15.42 |
| 8      | Stephen Langat   | KEN  | 2:16.34 |
| 9      | Kennedy Moronge  | KEN  | 2:16.41 |
| 10     | Wilson Cheruiyot | KEN  | 2:18.57 |
| 11     | Gerard Ludago    | TAN  | 2:19.29 |
| 12     | Eric Kiplagat    | KEN  | 2:19.52 |
| 13     | Carl Warren      | ENG  | 2:20.01 |
| 14     | Simon Pride      | SCO  | 2:20.03 |
| 16     | Pavel Kryska     | CZE  | 2:26.18 |

### Vrouwen
| rang   | naam                  | land | tijd    |
| ------ | --------------------- | ---- | ------- |
| Goud   | Ramilja Boerangoelova | RUS  | 2:37.07 |
| Zilver | Banwella Mrashani     | TAN  | 2:42.23 |
| Brons  | Gitte Karlshøj        | DEN  | 2:42.28 |
| 4      | Irina Kazakova        | FRA  | 2:43.04 |
| 5      | Anne van Schuppen     | NED  | 2:44.19 |
| 6      | Trudi Thomson         | SCO  | 2:46.32 |
| 7      | Irene Kipkorir        | KEN  | 2:47.13 |
| 8      | Janet Ongera          | KEN  | 2:52.55 |
| 9      | Asegedech Gizaw       | ETH  | 2:58.07 |

2000 ·
2001 ·
2002 ·
2003 ·
2004 ·
2005 ·
2006 ·
2007 ·
2008 ·
2009 ·
2010 ·
2011 ·
2012 ·
2013 · 
2014 · 
2015 ·
2016 ·
2017